# 헬로! 마이 베이비
<헬로! 마이 베이비>(일본어: はろー! マイベイビー)는 카와다 시노가 그린 일본의 순정만화이다. 그녀의 첫 연재작으로 쇼가쿠칸에서 발행하는 만화잡지 챠오의 2018년 5월호부터 7월호까지 단기 연재하였으나, 호평을 받아 2019년 3월호부터 정식으로 연재하고 있다.

## 줄거리
아사쿠라 코우메는 중학교 1학년생 여자아이. 어머니는 어릴 적에 돌아가셨고, 아버지는 일로 인해 바빠 집을 자주 비워 홀로 지내고 있다. 그런 코우메게 있어서 옆집에 사는 하기노 마오의 존재는 든든한 버팀목이다. 마오는 가끔 코우메를 걱정해 코우메네 집에 같이 밥을 먹으러 온다. 코우메는 그런 마오를 몰래 짝사랑하고 있지만 용기가 나지 않는다.
어느 날, 코우메는 아버지에게서 받은 출장 선물 속에서 10년 후의 미래가 보이는 주문이 적힌 종이를 발견한다. 반신반의하던 코우메는 장래에 자신의 옆에 있게 될 사람이 누구인지 확인해보고 싶다는 호기심이 생겨 거울 앞에 서서 주문을 외우게 된다. 거울 속에 어머니가 된 자신과 아기의 모습이 비치는 것을 보고 놀라는 코우메. 그 순간, 미래의 자신의 딸인 아이가 거울 속에서 튀어나와 당황한다. 코우메는 아이가 미래에 돌아갈 수 있을 때까지 마오와 협력하여 엄마와 아빠 역할을 맡아 돌보기로 결심한다.

## 등장인물
아사쿠라 코우메(朝倉 小梅(あさくら こうめ)
성우 키무라 쥬리
본작의 주인공으로 중학교 1학년생. 어릴 적에 어머니를 여의고, 아버지는 일 때문에 해외에 나가 계시기 때문에 집에서 줄곧 혼자 지내고 있다. 우연히 10년 후의 미래에서 넘어온 딸인 아이를 키우게 되어 상상을 초월한 아이의 장난에 애를 먹으면서도 아빠 역할을 맡고 있는 마오와 함께 셋이서 밝고 떠들썩한 나날을 보내고 있다. 아이가 유치원에 다니기 시작하면서부터 아이의 언니인 것으로 하고 있다. 요리를 잘하지만 귀신을 무서워한다. 어릴 적에 마오가 손수 만들어 건네준 머리끈을 소중하게 여기며 하고 있다.
하기노 마오(萩野 真生(はぎの まお)
성우 비토 타이키
코우메와는 어릴 적부터 소꿉친구이며 같은 학교에 다니는 중학교 1학년생. 10년 후의 미래에서는 코우메의 남편이 되어있다. 손재주가 좋다. 코우메와 협력하여 딸인 아이를 키우고 있다. 실수하는 경우가 많은 코우메를 곁에서 도와주고 있지만 자신이 실수하는 경우도 적지는 않다. 한 번은 부모님의 전근으로 이웃 마을로 이사하게 되었는데 코우메와 아이가 걱정되어 부모님에게는 적당한 이유를 둘러대고 코우메의 집에서 동거하고 있다.
하기노 아이(萩野 あい(はぎの あい)
성우 쿠보타 리사
어느 날 갑자기 10년 후의 미래에서 온 코우메와 마오의 딸. 코우메의 것과 똑같은 머리끈을 하고 있는데, 이 머리끈은 미래의 코우메가 아이에게 준 것으로 아이가 틀림없이 코우메의 딸이라는 증거가 되고 있다. 아직 아기이지만 빠른 속도로 성장하여 걸을 수 있게 되고 어설프지만 말도 하기 시작했다. 유난히 호기심이 많은 성격으로 조금만 눈을 떼면 무슨 사고를 칠지 알 수 없어 코우메와 마오를 매일같이 정신없게 만들고 있다.
나중에 미래로 돌아오게 되었지만 코우메의 생일에 미래의 코우메에 의해 다시 현재로 보내졌다. 미래로 돌아가는 방법을 알고 있는 지금도 그대로 남아 유치원에도 다니고 있다. 패러렐 스토리에서는 코우메와 마오의 엄마 역할을 맡게 되고 중학생 모습이 되었지만 느긋한 성격에 돌봐주는 것을 좋아하는 의외의 일면이 드러났다.
코우메의 아버지
과거에 아내를 잃고 자신도 출장으로 바빠 항상 집에 없어 코우메를 고생시키고 있지만 겉돌고 있는 태평스러운 성격의 코우메의 아버지. 항상 혼자 지내는 코우메를 걱정하고 있으며 생활비와 이상한 선물을 자주 보낸다. 출장을 가는 경우는 많아도 가끔은 집으로 돌아왔지만, 아이가 나타나고 마오와 함께 동거하게 된 이후 장기 출장으로 집을 비우게 되어 출현 빈도가 적어졌다. 코우메게 후리후리하게 옷을 입게 하려고 생각하고 있다. 아이가 코우메와 마오의 딸임이라는 사실에 놀라면서도 받아들이게 된다.
쿠마키치(クマ吉)
곰의 모습을 하고 있는 인기 애니메이션의 캐릭터. 아이가 매우 좋아하고 있으며 광팬이지만 아직 제대로 발음하지 못해 쿠마치키(くまちき)라고 부른다.

## 보이스 코믹
챠오 채널에서 2019년 1월 25일에 1화를 공개하였다.
1. ↑  2018년 4월 3일
2. ↑  동생이 있다. 이름은 하기노 다이(はぎの　だい)
3. ↑  개그만화 보기 좋은 날